# Kiedde
Kiedde är en sjö i Jokkmokks kommun i Lappland och ingår i Piteälvens huvudavrinningsområde.